# Brezno

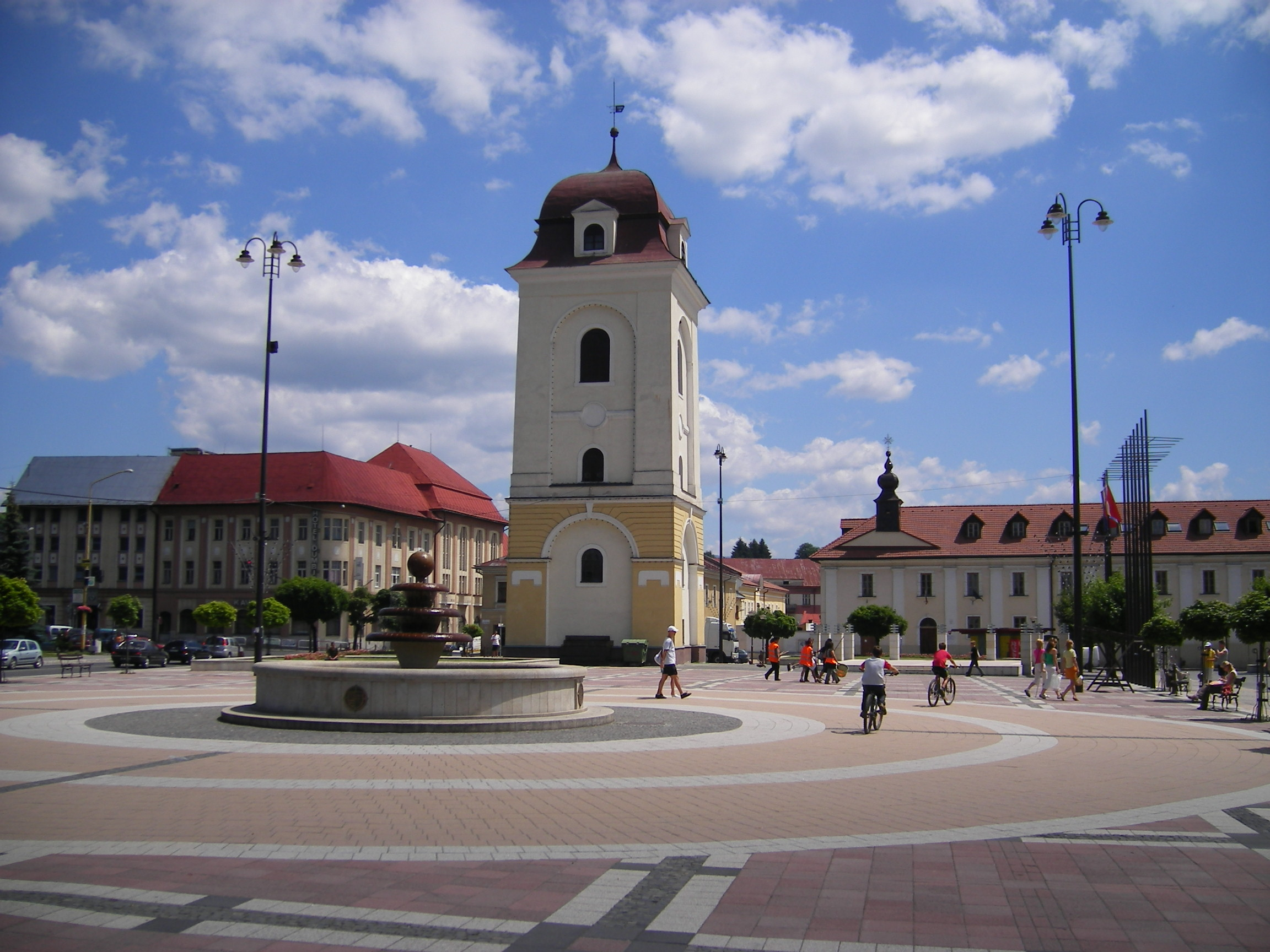
Rynek w Breźnie z widoczną wieżą strażniczą

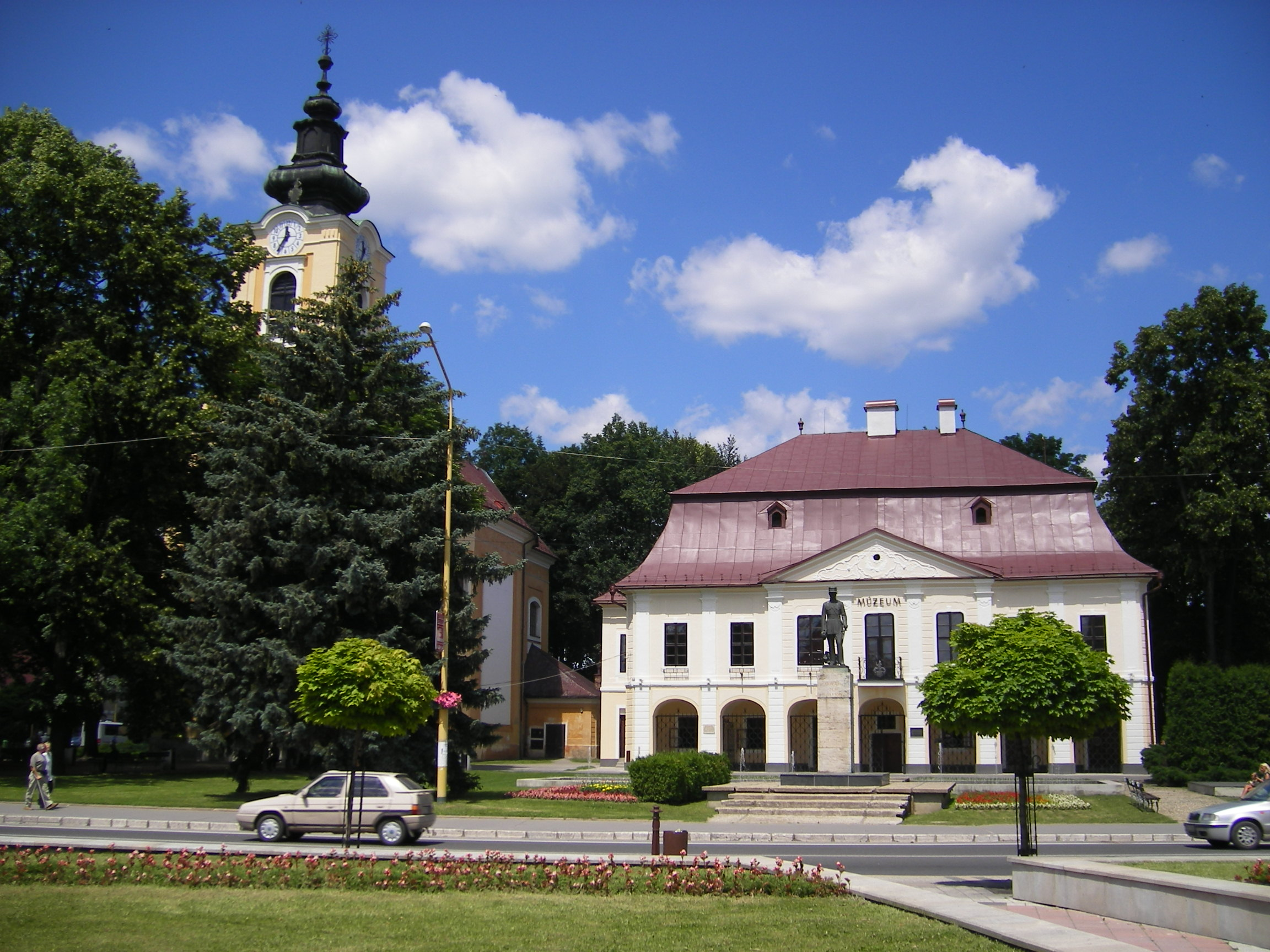
Dawny ratusz, obecnie muzeum

Brezno (1927–1948 Brezno nad Hronom), niem. Briesen, węg. Breznóbánya) – miasto powiatowe w środkowej Słowacji, w kraju bańskobystrzyckim, w historycznym regionie Horehronie.

## Położenie
Brezno leży na wysokości 496 m n.p.m. nad Hronem, w Kotlinie Brezneńskiej, między pasmami Niżnych Tatr i Rudaw Weporskich. Liczba mieszkańców miasta wynosi 21 894 osoby (2011), powierzchnia miasta – 121,96 km². Dzieli się na dzielnice:
1. Brezno,
2. Bujakovo,
3. Mazorníkovo,
4. Predné Halny,
5. Zadné Halny.

Przez Brezno przebiega słowacka droga krajowa nr 66 z Bańskiej Bystrzycy do Popradu, z którą łączą się lokalne drogi nr 529 z Hriňovej i nr 530 z Tisovca. Przez miasto przebiega również linia kolejowa z Bańskiej Bystrzycy do Margecan.

## Dzieje miasta
Okolice Brezna były zamieszkane już w młodszej epoce kamiennej i w epoce brązu. Odnaleziono również ślady starych osad słowiańskich. Po odkryciu w XII wieku na obszarze Rudaw Słowackich bogatych złóż rud metali królowie węgierscy zaczęli tu osiedlać górników z Niemiec. Jednym z ich osiedli było zapewne Brezno. Pierwsza wzmianka o terenach, na których powstało, pochodzi z 1265 r. W 1380 r. Brezno otrzymało prawa miejskie, nadane mu w dzień Wniebowzięcia Najświętszej Marii Panny (15 sierpnia) przez króla Ludwika I Wielkiego. Wytyczono wówczas plan działek miejskich w regularnym układzie szachownicowym. W 1488 r. król Maciej Korwin nadał miastu prawo organizowania corocznych jarmarków w dniu 15 sierpnia. W roku 1491 miasto utraciło swą niezależność, stając się do 1522 r. częścią "państwa" feudalnego Dóczych. W 1848 r. nastąpiła reforma władz miejskich: wójta zastąpił burmistrz, a dotychczasową radę miejską – miejscy urzędnicy (magistrat). Obywateli zaczęła reprezentować nowa 24-osobowa Rada Miejska, w której połowę członków stanowili najbogatsi mieszkańcy miasta.
Na dziejach miasta zaciążyły konflikty z rodem Dóczych – panami włości Slovenská Ľupča, którzy nawet w 1517 r. wyrabowali i spalili Brezno. Spłonął wówczas m.in. pierwszy drewniany kościół na rynku. W zapisach ze sporów granicznych między miastem a sąsiednimi feudałami w 1560 r. po raz pierwszy pojawiła się nazwa "Brezno". Później miasto ucierpiało od najazdów tureckich, a w końcu XVII i na początku XVIII w. kilkakrotnie pustoszyli je na zmianę kurucowie i wojska cesarskie. W latach 1708–1716 wielu mieszkańców zmarło od powracającej kilkakrotnie zarazy morowej. W XVIII wieku plagą okolic byli zbójnicy, jak na przykład Jakub Surovec. Najczarniejszym dniem w historii miasta był jednak 9 kwietnia 1779 r., kiedy w wielkim pożarze spłonęło 113 domów, fara, ratusz, karczma, browar oraz trzy z czterech bram miejskich.
W okolicy miasta wydobywano złoto, srebro i miedź. W XVI wieku zaczęto wydobywać również rudę żelaza oraz wytwarzać potrzebny do wytopu żelaza węgiel drzewny. W 1655 r. cesarz Ferdynand III Habsburg podniósł Brezno do rangi wolnego królewskiego miasta górniczego. W XVII i XVIII wieku, wobec powolnego wyczerpywania się złóż, w mieście rozwinęło się rzemiosło, a także nabrało znaczenia rolnictwo. W ciągu XVIII wieku górnictwo stopniowo traciło znaczenie ze względu na nieopłacalność wydobycia. Głównym zajęciem mieszkańców stał się wyrób węgla drzewnego dla hut regionu, garbarstwo i farbiarstwo płótna, a w XIX wieku – rzemiosło, handel oraz hodowla owiec i bydła. W tym okresie bryndza z Brezna stała się słynna w całych Węgrzech.
W XIX wieku Brezno było jednym z ośrodków słowackiego odrodzenia narodowego. Na początku lat 60. XIX w. planowano nawet umieścić tu siedzibę planowanej Macierzy Słowackiej, ale ostatecznie ze względu na niechętną postawę części mieszkańców do tego nie doszło. W 1895 r. doprowadzono linię kolejową z Bańskiej Bystrzycy. W 1910 miasto liczyło 4,2 tys. mieszkańców, z czego 3,1 tys. Słowaków i 1,0 tys. Węgrów. W okresie międzywojennym Brezno było małym rzemieślniczo-rolniczym miasteczkiem. W latach 1932, 1933 i 1936 miały tu miejsce głośne strajki robotników leśnych.
Po II wojnie światowej miasto szybko się rozwijało. Rozwinął się przemysł metalowy (zakłady „Mostáreň”, produkujące dźwigi, konstrukcje mostowe i wagony towarowe), drzewny, tekstylny i spożywczy.

## Zabytki Brezna
- zespół zabudowy rynku z barokowo-klasycystycznymi kamienicami;
- barokowo-klasycystyczny ratusz z lat 1779–1780;
- klasycystyczna miejska wieża strażnicza z 1830 r.;
- klasztor pijarów;
- barokowy Kościół Wniebowzięcia Najświętszej Maryi Panny;
- klasycystyczny kościół ewangelicki;
- synagoga;
- barokowa kolumna mariańska.

W Breźnie znajduje się interesujące Muzeum Horehronia (słow. Horehronské múzeum), które oprócz pamiątek z dziejów miasta i powiatu gromadzi również zbiory etnograficzne (stroje ludowe, tkaniny, hafty, wyroby drewniane i in.).

## Miasta partnerskie
- Meudon
- Nový Bydžov
- Ciechanów
- Agria
- Čačak